# 採購
采购是商业组织为实现商业目标并试图在正确的时间以最低的价格，获得正确的数量和恰当品質的产品或服务的行为。最简单的采购如普通的购买行为，复杂的采购则包含了信息收集，寻找合作伙伴，商业谈判，签署合同等步骤。采购在法律上是一種訂立合約及執行合約責任的過程。在以物易物的社會已經有之，互通有無。
市場學原理中，採購決策未必非一人所為，尤其是購買貴重商品。當中有多個角色扮演，各有心態，互為影響，是消費者行為學研究的範疇：
- 用家
- 付款人
- 採購人
- 意見提供者

在傳統市場，街市有家庭主婦買菜，也要格價之後議價的現象。在企業採購方面，也有投標機制。

## 購買決策
在考慮了各種可能方案的優劣後，消費者或客戶可依據評估的結果來做成購買決策，消費者購買行為可分為五個相關決策：
一、基本購買決策：決定是否要購買
二、產品類別購買決策：決定要買哪一種產品
三、品牌購買決策：決定所要購買的品牌
四、通路購買決策：決定在哪個管道購買
五、支付決策：決定用甚麼方式支付，支付條件、時間等

## 相關
- 名牌效應
- 顧客忠誠度
- 文化差異
- 購買力
- 搶購